# Michel Picard (canoë-kayak)
Pour les articles homonymes, voir Michel Picard et Picard (homonymie).
Michel Picard, né le 4 décembre 1934 à Nevers et mort dans la même ville le 13 mars 1999, est un céiste français. 

## Biographie
Michekl Picard participe aux Jeux olympiques d'été de 1960 dans l'épreuve du 1 000 mètres canoë biplace avec Georges Turlier ; il termine huitième de la finale.
Il est champion de France de canoë monoplace sur 1 000 mètres en 1961, 1962 et 1963 et sur 10 000 mètres en 1961, 1963 et 1965.